# Sonia Guimarães
Sonia Guimarães (São Paulo  , 20 de junio de 1957) es una física, investigadora y profesora universitaria brasileña.
Profesora del Instituto Tecnológico de Aeronáutica (ITA), fue la primera mujer negra brasileña en doctorarse en Física y la primera mujer negra brasileña en enseñar en el ITA, al que se incorporó en 1993, cuando la institución aún no aceptaba mujeres como estudiantes. En mayo de 2023, Sonia recibió la Medalla de Honor Santos Dumont en celebración de sus 30 años en el ITA. En noviembre de 2023, fue nombrada una de las 100 personas más innovadoras de América Latina por Bloomberg Línea.

## Biografía
Guimarães nació en São Paulo, capital del estado, en 1957, hija de padre tapicero y comerciante, dueño de un buffet. Estudiante de una escuela pública, era una alumna muy diligente y una de las mejores de su clase, con altas calificaciones, especialmente en matemáticas.  Cuando era adolescente, trabajó para pagarse un curso y realizar el examen de acceso a ingeniería civil. Cuando no pudo pagar la matrícula completa del curso, su madre lo ayudó. 
Uno de sus profesores, sin embargo, le aconsejó que buscara cursos menos populares, lo que la llevó a elegir Física. Cuando ya estudiaba Física en la Universidad Federal de São Carlos, Guimarães hizo el examen de ingreso a ingeniería, pero las clases sobre materiales sólidos terminaron por agradar a la estudiante, que permaneció en Física.  De 50 estudiantes en su clase, sólo cinco eran mujeres.  Guimarães fue la primera persona de su familia en ir a la universidad.  

## Carrera
Se licenció en ciencias en 1979. y de 1980 a 1983 obtuvo la maestría en Física Aplicada por la Universidad Federal de São Carlos, con la disertación Desarrollo de la técnica elipsométrica para la caracterización óptica de películas delgadas . En 1986 se especializó en Química y Tecnología de Materiales y Componentes. En 1986, luego de un breve período de investigación   en el Istituto LAMEL del CNR en Bolonia, Italia, inició su doctorado en materiales electrónicos en el Instituto de Ciencia y Tecnología de la Universidad de Manchester, en Inglaterra, trabajando con electrónica de escaneo de microscopía  Especialista en el campo de los semiconductores, Guimarães dirigió en 2016 una encuesta nacional sobre el desarrollo de sensores térmicos. 
En 1993 ingresó como profesora al Instituto Tecnológico Aeronáutico (ITA), siendo la primera mujer negra en la institución, que contaba y cuenta con un reducido número de profesoras.   La institución no empezó a aceptar mujeres para los exámenes de acceso hasta los años 1990. Defensora de la presencia de la mujer en el área de Ciencias Exactas y en el propio ITA, las mujeres aún son minoría en la institución.  De los 700 estudiantes que ingresaron al ITA entre 2013 y 2018, solo 60 eran mujeres.  

É uma instituição conservadora, masculina e branca. Mas aos poucos estamos ganhando espaço. Isso tudo era restrito e anos de exclusão são revertidos aos poucos.
"Es una institución conservadora, masculina y blanca. Pero poco a poco vamos ganando terreno. Todo esto estaba restringido y poco a poco se están revirtiendo años de exclusión."

Partidario de la Faculdade Zumbi dos Palmares, Guimarães trabaja en proyectos que involucran a estudiantes de zonas necesitadas y marginadas y en proyectos feministas, que apuntan a una mayor inclusión de mujeres y personas negras en el entorno académico para reducir la disparidad racial y de género en la investigación brasileña.   Datos del Consejo Nacional de Desarrollo Científico y Tecnológico (CNPq) de 2015 indican que sólo 12 mil mujeres estaban en investigaciones académicas en las áreas de tecnología, ingeniería y ciencias exactas, frente a casi 23 mil hombres. Datos del mismo año muestran que las mujeres negras representan sólo el 26% de las investigadoras en Brasil. 

Eu sei dos números que eu represento e quero que outras mulheres olhem para mim e vejam que é possível. Eu combato todos os dias um cenário que contrasta de mim só por estar aqui, mas eu quero mais que isso. Precisamos entender que todos os ambientes são nossos e lutar uns pelos outros.
"Conozco las cifras que represento y quiero que otras mujeres me miren y vean que es posible. Cada día lucho contra un escenario que me contrasta sólo por estar aquí, pero quiero más que eso. Tenemos que darnos cuenta de que todos los entornos son nuestros y luchar unas por otras"'.

En 2017, se creó el Coletivo Negro Sonia Guimarães dentro del Instituto de Física de la Universidad de São Paulo, que tiene como objetivo ser un ambiente acogedor para los estudiantes negros de la institución. 

## Ciencia y racismo
Para una mujer entrar en el mundo de la ciencia, donde la mayoría son hombres blancos, ya es difícil, más aún si es mujer negra. La historia de Sônia Guimarães tuvo muchos obstáculos. Estudió en una escuela pública y siempre le gustaron las matemáticas, donde sufrió racismo, que la afectó en su primer año de secundaria, y un profesor de física le dijo que nunca aprendería física. Incluso con estos factores, pasó al segundo lugar de la escuela secundaria.
Aprobó el examen de ingreso y fue a estudiar Física a la Universidad Federal de São Carlos (UFSCar), a tiempo completo. Durante sus estudios de pregrado, le negaron una beca de iniciación científica porque el profesor responsable de la investigación dijo que nunca utilizaría la Física en su vida. Sônia dijo en una entrevista concedida al MT Ciências Circuit Intinerância Ciência de Mato Grosso el 20 de noviembre de 2019: “ Tenía muchas ganas de que ella viera lo que yo 'no hice con la Física', porque de hecho ella se negó a darme la beca. . ¿Descubrió lo que me pasó después? ¡Me gustaría ir allí y decírselo yo mismo! . 
También sobre las dificultades que encuentran las mujeres negras en el mercado laboral, Sônia afirma: “tienen que estudiar, especializarse, calificarse, porque por ser negras todo será muy difícil, por eso tienen que ser las mejores. La inversión en formación puede fomentar la participación de las mujeres en diversos espacios de poder. Necesitamos más mujeres negras eligiendo y seleccionando personal. No tiene sentido ser el único. “Si somos muchos y en varios puestos jerárquicos, esto mejorará”. 
“ Mi interseccionalidad es terrible, soy interseccional en todas partes y no acepto a todos, de todos lados. Un grupo dice 'ah, pero ella no es lo suficientemente negra', el otro grupo dice 'ah, pero ella no es lo suficientemente blanca, o sea, ¿qué hago? Si me molesta todo esto me volveré loco” . Habla de lo que es ser mujer en un instituto tecnológico militar, donde la comunidad es mayoritariamente masculina, blanca y homofóbica, aunque no se declaran prejuicios por su parte. Sin embargo, como en el ITA “no hay raza ni género”, Sônia siempre ha sido juzgada como “incapaz”, al fin y al cabo, como ella misma dice: “Dicen que no soy lo suficientemente inteligente, porque si hacen un comentario sobre mí siendo mujer, puedo procesarlos. Si dicen que es porque soy negro, el racismo es un delito. Pero si el problema es que soy estúpido, no hay nada que puedas hacer. En todo momento tengo que demostrar que soy suficiente” . 
La maestra dice que nunca imaginó que llegaría donde está. “Nunca hubo un plan exacto para esto o aquello, si te dabas cuenta, iban pasando cosas y nunca dije que no”, afirma. Ella da este consejo a las mujeres que quieren superar los obstáculos que ha enfrentado: “Haz lo mejor que puedas. Pruebalo. Espectáculo. Estudia siempre. No le des oportunidad a la injusticia de involucrarse y quedarse atrapada en ti. Estar listo. Si es necesario, procesar. ¡Para que la gente sepa que tienes derechos! 

## Líneas de búsqueda
- Propiedades eléctricas de las aleaciones semiconductoras cultivadas epitaxialmente
- Estructuras electrónicas y propiedades eléctricas de superficies.
- Química Teórica
- Estructura de la capa epitaxial
- Caracterización de detectores de radiación infrarroja.
- Tratamiento químico de superficies